# De Makkers
De Makkers is een Nederlandse band uit West-Friesland. Ze begonnen in de jaren 60 als de Sparklings en waren toen de begeleidingband van Ben Cramer. In 1970 veranderen ze de bandnaam in De Makkers.
De singles Blij Als Een Kind, Kleine Sonja, Wintertijd, Marianne en Q & Q kwamen in de Veronica Top 40. De grootste hit van de Makkers, namelijk Zomerzon, kwam in 1972 tot de vijfde plaats in de Veronica Top 40 en tot de zevende plaats in de Daverende Dertig. Ze werkten in 1972 ook mee aan het nummer ´Veronica´ van Vader Abraham over de Zeezender en werkten samen met Jacques Herb en Corry Konings.
De Makkers was ook verantwoordelijk voor het thema van de jeugdserie Q & Q.
De muzikanten die in de groep speelden tussen 1970 tot 1974 waren:
- Bart van der Post - zang, gitaar
- Henk Groeneveld - toetsinstrumenten
- Peter Mulder - drums, zang
- Ronnie Fens - gitaar, zang
- Wim Timmer - basgitaar

In 1979 nam Frank Dirne de plaats van Henk Groeneveld in en werd Frans Doolaard (steelgitaar) aan de bezetting toegevoegd. De band ging verder onder de naam 5 PK, als begeleidingsorkest van Vader Abraham. In 1980 kwamen ze met de single Nog een kus Magdalena, gevolgd door Ik zie de zon en Ik wil vrij zijn.
De bezetting veranderde in 1980:
- Piet van Doorn - zang, toetsinstrumenten
- Jan de Boer - zang, drums
- Wil Schoonenberg - basgitaar
- Henk Lakeman - zang, gitaar